# Godronia callunigena
Godronia callunigena är en svampart som först beskrevs av Petter Adolf Karsten, och fick sitt nu gällande namn av Petter Adolf Karsten 1885. Godronia callunigena ingår i släktet Godronia och familjen Helotiaceae.   Inga underarter finns listade i Catalogue of Life.